# Stema Bucovinei

Stema Bucovinei

Stema Bucovinei a fost creată de administrația Imperiului Habsburgic pentru a desemna teritoriul Bucovinei, în 1775, și apoi Ducatul Bucovinei, din 1849, în Imperiul austro-ungar.
Stema este compusă dintr-un scut despicat, roșu în dreapta și albastru în stânga, încărcat cu un cap natural de bour. Acesta are între coarne și este flancat de câte o stea de aur cu șase raze, de aur.

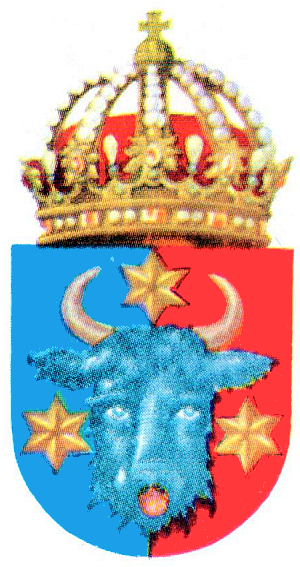
Varianta cu coroană